# Kim Min-chul
Kim „Soulkey“ Min-chul (* 10. Dezember 1991) ist ein professioneller südkoreanischer E-Sportler in der Disziplin StarCraft II bzw. StarCraft: Brood War. Er spielt die Rasse Zerg.

## Werdegang
In StarCraft: Brood War, dem Vorgänger von StarCraft II, spielte Soulkey bereits seit etwa 2011 in der Proleague für sein Team Woongjin Stars. Seine größten Einzelerfolge blieben das dreimalige Erreichen des Achtelfinals bei MSL und OSL zwischen 2010 und 2012. Erst mit dem Wechsel auf StarCraft II wurde Soulkey 2013 zu einem der besten StarCraft-Spielern der Welt.
So erreichte er 2013 bei allen neun Turnieren, an denen er teilnahm, einen Platz unter den ersten acht. Mit den World Cyber Games und der WCS Season 1 Korea gewann er zwei davon, bei zwei weiteren unterlag er erst im Finale. Mit seinem Team Woongjin Stars schloss er die Proleague Saison 2013 auf dem zweiten Platz ab. Trotzdem löste sich das Team anschließend auf, woraufhin er Ende 2013 zu SK Telecom T1 wechselte.
Gemessen nach gewonnenem Preisgeld war er mit über 100.000 Dollar im Jahr 2013 hinter sOs und Jaedong der dritterfolgreichste StarCraft-II Spieler überhaupt. Seit 2014 konnte er nicht mehr an die Erfolge des Jahres 2013 anknüpfen. Ende des Jahres lief sein Vertrag bei SK Telecom T1 aus und er wechselte zu TCM-Gaming, wo er bis Mitte 2015 spielte. Seitdem ist er teamlos. Seit 2017 konzentriert er sich wieder auf StarCraft: Brood War, für das wieder verschiedene größere Turnierserien ins Leben gerufen wurden. Ende 2018 gewann er die mit umgerechnet ca. 26.700 US-Dollar dotierte KSL Season 2.

## Große Turnier-Erfolge in SC2
| Jahr | Turnier                | Platz       | Preisgeld |
| ---- | ---------------------- | ----------- | --------- |
| 2012 | GSL Season 5           | 5.–8. Platz | 02.790 $  |
| 2013 | GSL Season 1           | 5.–8. Platz | 02.757 $  |
| 2013 | WCS Season 1 Korea     | 1. Platz    | 20.000 $  |
| 2013 | WCS Season 1 Finals    | 3.–4. Platz | 10.000 $  |
| 2013 | WCS Season 2 Korea     | 6.–8. Platz | 03.500 $  |
| 2013 | WCS Season 3 Korea     | 3.–4. Platz | 07.000 $  |
| 2013 | WCS Season 3 Finals    | 2. Platz    | 20.000 $  |
| 2013 | WCS World Championship | 5.–8. Platz | 07.500 $  |
| 2013 | World Cyber Games      | 1. Platz    | 30.000 $  |
| 2013 | GSL Hot6ix Cup         | 2. Platz    | 07.568 $  |

## Große Turnier-Erfolge in SC:BW
| Jahr | Turnier                      | Platz       | Preisgeld |
| ---- | ---------------------------- | ----------- | --------- |
| 2017 | Afreeca Starleague Season 3  | 4. Platz    | 01.788 $  |
| 2017 | SSL Classic Season 1         | 3. Platz    | 03.467 $  |
| 2017 | WEGL Busan                   | 1. Platz    | 18.220 $  |
| 2018 | KSL Season 1                 | 3./4. Platz | 05.500 $  |
| 2018 | KSL Season 2                 | 1. Platz    | 26.700 $  |
| 2022 | Afreeca Starleague Season 14 | 3. Platz    | 03.500 $  |
| 2023 | Afreeca Starleague Season 16 | 1. Platz    | 22.200 $  |